# Флувио-глациални наслаги
Флувио-глациалните или водно-ледникови наслаги (отлагания) се образуват в резултат от движещата се размразена ледникова вода. Различават се два вида флувио-глациални наслаги – приледникови и вътрешноледникови.
Приледниковите флувио-глациални наслаги се образуват пред фронта на ледника от изтичащите от него размразени води. Те образуват зандрови полета и флувио-глациални тераси, а също и някои маргинални и радиални ози, възникващи по пътя на сливането на малки речни потоци и натрупването на носените от тях скални материали, там където ледникът се е спускал в езерен или морски басейн. За флувио-глациалните наслаги е характерна бързата смяна на грубо обработени скали и пясъчни валуни, които с отдалечаването им от края на ледника се сменят в дребнозърнести и косо слоисти пясъци.
Вътрешноледниковите флувио-глациални наслаги се отлагат от движението на размразената ледникова вода, протичаща по образуваните от нея в самия ледник тунели, промойни и цепнатини. Те образуват своеобразни форми на релефа – ози и ками, отличаващи се с нееднородния си строеж, обусловен от редуването във височина и смяната на местоположението на натрупани валуни, чакъли, баластра, филц, слабо сортирани или добре промити косо слоисти пясъци с различен размер, в т.ч до най-дребен.

## Вижте още
- Ледникови наслаги